# Wim Moesen
Wim Moesen (1944) is een Belgisch econoom en emeritus gewoon hoogleraar publieke economie aan de Faculteit Economie en Bedrijfswetenschappen van de KU Leuven. Hij is een specialist publieke financiën en overheidsbegroting, macro-economisch beleid en productiviteitsmetingen.

## Biografie
Moesen studeerde economie aan de Katholieke Universiteit Leuven en Clark University in Worcester (Massachusetts). Hij promoveerde tot doctor in de economie in Leuven in 1975. Van 1985 tot 1987 was hij adviseur van het kabinet van minister van Financiën Mark Eyskens. Moesen zetelde van 2006 tot 2012 in de Hoge Raad van Financiën, actief in de afdeling “Fiscaliteit en parafiscaliteit”. Hij was bestuurder in de Groep Arco en het Vlaams-Europees Verbindingsagentschap. Moesen zetelde eveneens in het Wilfried Martens Centre for European Studies, de denktank van de Europese Volkspartij. Als student was Moesen nog medeoprichter geweest van de Werkgroep Alternatieve Economie, een werkgroep die onder andere probeerde de armoede in België in kaart te brengen.
Moesen ontwikkelde een begrotingsnorm die uiteindelijk zijn naam kreeg, de Moesen-norm. Bij deze norm komt men tot een reële bevriezing van de staatsuitgaven. Bij hantering van de Moesen-norm is het de bedoeling de overheidsuitgaven over de gehele lijn met niet meer dan het percentage van de inflatie te laten stijgen.
De norm kreeg striktere varianten waarbij men sprak van de nominale Moesen-norm, met dus geen enkele vorm van verhoging van de overheidsuitgaven, ook niet ter compensatie van de inflatie. Deze variant toepassen kan gegeven bestaande indexeringsmechanismes enkel door deze stijgingen te compenseren met besparingen ter compensatie in andere begrotingsposten. Een andere uitspraak is dat 3% van het jaarlijkse bruto binnenlands product moet worden gespendeerd aan infrastructuur.
Een van Moesens bekendste citaten is: "Politici tonen vaak wel de neus van de kameel, maar de bult komt later", verwijzend naar het feit dat men niet aan de hand van de neus van een kameel de hoogte en omvang van de bult kan inschatten. De truc van de kameelneus heeft veelal betrekking op begrotingen van het jaar erop, waarbij evenwel pas in meerjarenbegrotingen volgens professor Moesen de perverse gevolgen van eenmalige maatregelen helemaal blootgelegd worden.
Moesen is gehuwd en vader van drie kinderen.
- Gemeinsame Normdatei: 170272389
- International Standard Name Identifier: 0000 0003 9303 4885
- Library of Congress Control Number: n90719816
- Nederlandse Thesaurus van Auteursnamen: 074537121
- Virtual International Authority File: 205842306
- WorldCat: E39PBJjCKmf6477tTWW7pq3fbd